# Funkcje eliptyczne Jacobiego
Funkcje eliptyczne Jacobiego (funkcje amplitudy Jakobiego) – funkcje, których argumenty są wartościami funkcji amplitudy Jacobiego, przy czym funkcja amplitudy Jacobiego jest funkcją odwrotną do całki eliptycznej niezupełnej pierwszego rodzaju.  
Funkcje te mają własności analogiczne do własności funkcji trygonometrycznych i hiperbolicznych i redukują się do funkcji trygonometrycznych lub hiperbolicznych dla szczególnych wartości tzw. modułu k.  
Funkcję amplitudy Jakobiego i funkcje eliptyczne Jacobiego definiuje się w ogólności na zbiorze liczb zespolonych. Niniejszy artykuł ogranicza się zasadniczo do podania własności funkcji Jacobiego na zbiorze liczb rzeczywistych.
Funkcje eliptyczne Jacobiego zdefiniował Carl Jacobi.

## Definicja całki eliptycznej niezupełnej pierwszego rodzaju

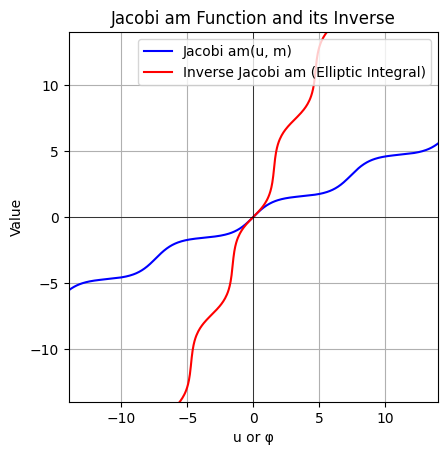
Całka eliptyczna niezupełna pierwszego rodzaju i funkcja do niej odwrotna czyli funkcja amplitudy Jacobiego. Zakres (-15, 15)

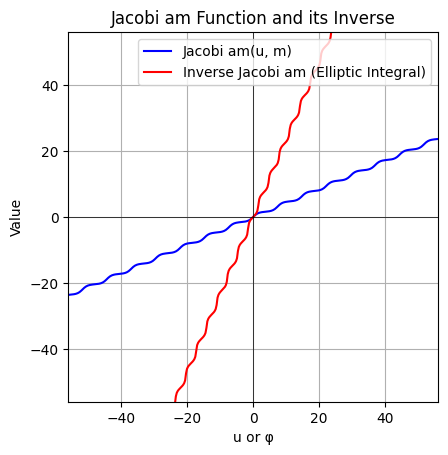
Całka eliptyczna niezupełna pierwszego rodzaju i funkcja do niej odwrotna czyli funkcja amplitudy Jacobiego. Zakres (-60, 60)

Df. Niezupełną całką eliptyczną pierwszego rodzaju nazywamy funkcję {\displaystyle F\colon R\to R}, która zmiennej {\displaystyle \phi } przyporządkowuje  zmienną {\displaystyle u=F(\phi ,k)}  za pomocą wzoru całkowego:
{\displaystyle F(\phi ,k)\;{\stackrel {\text{df}}{=}}\;\int \limits _{0}^{\phi }{\frac {d\xi }{\sqrt {1-k^{2}\sin ^{2}\xi }}}}
przy czym {\displaystyle k}  to tzw. moduł o ustalonej wartości, {\displaystyle k\in <-1,+1>}.
Całki eliptyczne pierwszego rodzaju tworzą rodzinę funkcji, mających wszystkie możliwe wartości modułu {\displaystyle k}.

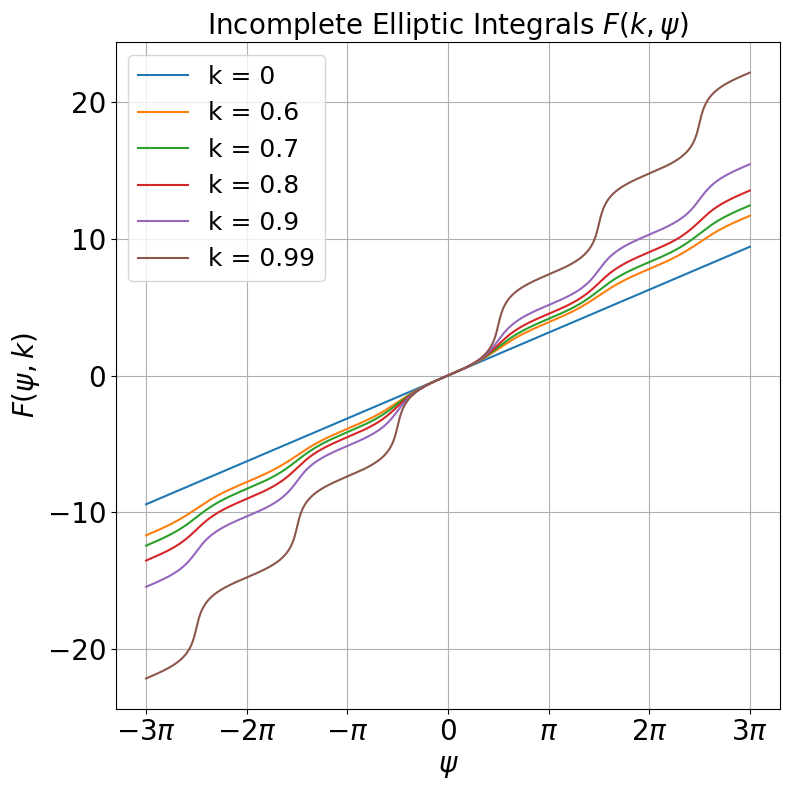
Wykresy całek eliptycznych niezupełnych 1. rodzaju dla dla wybranych wartości modułu.

## Definicja funkcji amplitudy Jacobiego

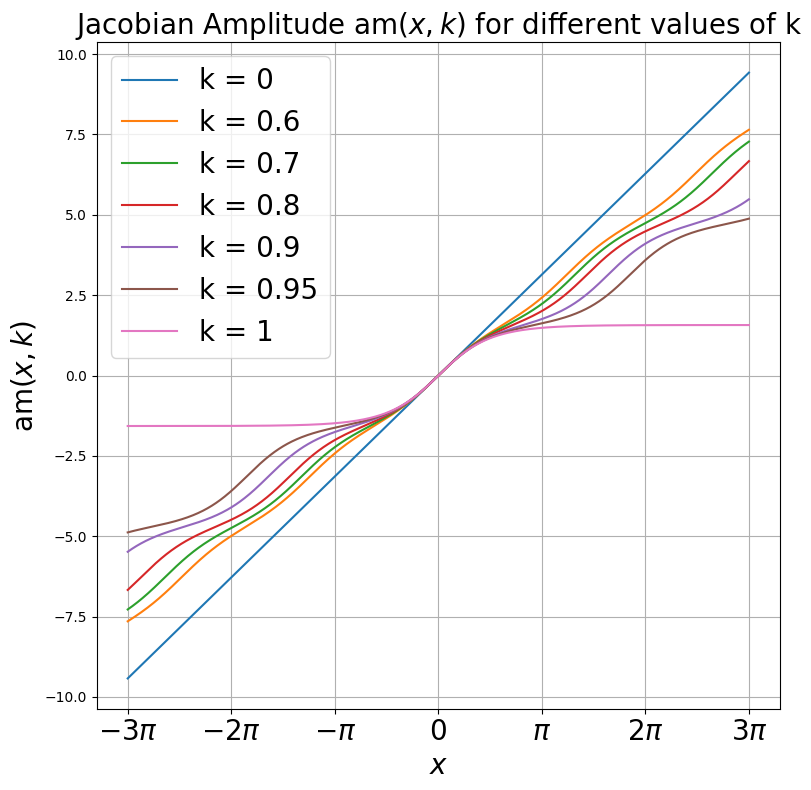
Funkcje amplitudy Jacobiego am(x, k) dla różnych wartości k.

Df. Funkcją amplitudy Jakobiego nazywamy funkcję {\displaystyle {\text{am}}\colon R\to R}, która zmiennej {\displaystyle u} przyporządkowuje  zmienną {\displaystyle \phi ={\text{am}}(u,k)}, taką że {\displaystyle u=F(\phi ,k)}, tj. {\displaystyle u} jest równe całce eliptycznej niezupełnej pierwszego rodzaju zmiennej {\displaystyle \phi } o module {\displaystyle k}.
Oznacza to, że funkcja amplitudy Jacobiego jest funkcją odwrotną do całki niezupełnej pierwszego rodzaju. 
Funkcje amplitudy Jacobiego tworzą rodzinę funkcji o wszystkich możliwych wartościach modułu {\displaystyle k}.

## Wykresy funkcji amplitudy i całki eliptycznej
(a) Wykresy funkcji amplitudy {\displaystyle \phi ={\text{am}}(u,k)} i odpowiadającej jej funkcji całki eliptycznej {\displaystyle u=F(\phi ,k)} są wzajemnie symetryczne względem prostej y = x, co jest charakterystyczne dla wszystkich funkcji wzajemnie odwrotnych.
(b) Z wykresów tych funkcji widać periodyczność przyrostu ich wartości. Np. funkcja amplitudy {\displaystyle \phi ={\text{am}}(u,k)} wzrasta co {\displaystyle \pi /2} o wartość {\displaystyle K(k)}.

## Funkcje eliptyczne Jacobiego sinus, cosinus, delta
Def. Funkcjami eliptycznymi Jacobiego sinus {\displaystyle {\text{sn}}(u,k)}, cosinus {\displaystyle {\text{cn}}(u,k)}, delta {\displaystyle {\text{dn}}(u,k)} nazywamy następujące funkcje
1. Sinus amplitudy:
{\displaystyle {\text{sn}}(u,k)\;{\stackrel {\text{df}}{=}}\;\sin \phi =\sin {\text{am}}(u,k^{2})}
2. Cosinus amplitudy
{\displaystyle {\text{cn}}(u,k)\;{\stackrel {\text{df}}{=}}\;\cos \phi =\cos {\text{am}}(u,k^{2})}
3. Delta amplitudy
{\displaystyle {\text{dn}}(u,k)\;{\stackrel {\text{df}}{=}}\;{\sqrt {1-k^{2}\sin ^{2}\phi }}={\sqrt {1-k^{2}\sin ^{2}[{\text{am}}(u,k^{2})]}}}

## Zbiór wartości
Tw. Funkcje eliptyczne Jacobiego przyjmują wartości rzeczywiste dla rzeczywistych wartości zmiennej  {\displaystyle u} oraz dla {\displaystyle 0\leqslant k^{2}\leqslant 1.}

## Funkcje sn, cn, dn jako uogólnienie funkcji trygonometrycznych

### Tożsamości analogiczne jak dla funkcji trygonometrycznych
Tw. Funkcje eliptyczne Jacobiego spełniają tożsamości:
- {\displaystyle s^{2}+c^{2}=1} (por. jedynka trygonometryczna)
- {\displaystyle k^{2}s^{2}+d^{2}=1}

gdzie {\displaystyle s=\operatorname {sn} (x,k),} {\displaystyle c=\operatorname {cn} (x,k)} i {\displaystyle d=\operatorname {dn} (x,k).}
Funkcje {\displaystyle {\text{sn}}(u,k),{\text{cn}}(u,k),{\text{dn}}(u,k)} stanowią więc uogólnienie funkcji trygonometrycznych, gdyż spełniają tożsamości analogiczne jak funkcje trygonometryczne.

### Wzory na sumy argumentów funkcji sn, cn, dn
Zachodzą następujące zależności:
{\displaystyle {\begin{aligned}{\text{cn}}(x+y,k)&={\tfrac {{\text{cn}}(x)\;{\text{cn}}(y)-{\text{sn}}(x)\;{\text{sn}}(y)\;{\text{dn}}(x)\;{\text{dn}}(y)}{1-k^{2}\;{\text{sn}}^{2}(x)\;{\text{sn}}^{2}(y)}},\\[8pt]{\text{sn}}(x+y,k)&={\tfrac {{\text{sn}}(x)\;{\text{cn}}(y)\;{\text{dn}}(y)+{\text{sn}}(y)\;{\text{cn}}(x)\;{\text{dn}}(x)}{1-k^{2}\;{\text{sn}}^{2}(x)\;{\text{sn}}^{2}(y)}},\\[8pt]{\text{dn}}(x+y,k)&={\tfrac {{\text{dn}}(x)\;{\text{dn}}(y)-k^{2}\;{\text{sn}}(x)\;{\text{sn}}(y)\;{\text{cn}}(x)\;{\text{cn}}(y)}{1-k^{2}\;{\text{sn}}^{2}(x)\;{\text{sn}}^{2}(y)}}.\end{aligned}}}
Dla {\displaystyle k=0} dwa pierwsze z powyższych wzorów przechodzą w znane z klasycznej trygonometrii wzory na sinus i cosinus sumy kątów.

## Twierdzenia o redukowaniu się do funkcji sinus, cosinus, hiperbolicznych
Tw. Funkcje Jacobiego {\displaystyle \operatorname {sn} (x,k),} {\displaystyle \operatorname {cn} (x,k),} {\displaystyle \operatorname {d} (x,k)} dla  {\displaystyle k=0} redukują się do funkcji sinus, cosinus i stałej:
- {\displaystyle \operatorname {sn} (x,0)=\sin x}
- {\displaystyle \operatorname {cn} (x,0)=\cos x}
- {\displaystyle \operatorname {dn} (x,0)=1}

zaś dla {\displaystyle k^{2}=1} redukują się do funkcji hiperbolicznych
- {\displaystyle \operatorname {sn} (x,1)=\operatorname {tgh} x}
- {\displaystyle \operatorname {cn} (x,1)=\operatorname {sech} x}
- {\displaystyle \operatorname {dn} (x,1)=\operatorname {sech} x}

Dla argumentu zerowego funkcje te dla dowolnej wartości modułu {\displaystyle k} przyjmują wartości:
- {\displaystyle \operatorname {sn} (0,k)=0}
- {\displaystyle \operatorname {cn} (0,k)=1}
- {\displaystyle \operatorname {dn} (0,k)=1}

## Pochodne funkcji sn, cn, dn
Tw. Pochodne funkcji eliptycznych Jacobiego:
- {\displaystyle {\tfrac {\partial }{\partial x}}\operatorname {sn} (x,k)=\operatorname {cn} \operatorname {dn} }
- {\displaystyle {\tfrac {\partial }{\partial x}}\operatorname {cn} (x,k)=-\operatorname {sn} \operatorname {dn} }
- {\displaystyle {\tfrac {\partial }{\partial x}}\operatorname {dn} (x,k)=-k^{2}\operatorname {sn} \operatorname {cn} }

## Równania różniczkowe spełniane przez funkcje sn, cn, dn
Dla argumentów rzeczywistych {\displaystyle x} oraz {\displaystyle 0\leqslant k\leqslant 1} słuszne są poniższe twierdzenia.
(a) Funkcja {\displaystyle {\text{sn}}(x,k)} spełnia nieliniowe równania różniczkowe
- {\displaystyle {\tfrac {{\text{d}}^{2}f}{{\text{d}}x^{2}}}+(1+k^{2})f-2k^{2}f^{3}=0}
- {\displaystyle \left({\tfrac {{\text{d}}f}{{\text{d}}x}}\right)^{2}=(1-f^{2})(1-k^{2}f^{2})}

(b) Funkcja {\displaystyle {\text{cn}}(x,k)} spełnia nieliniowe równania różniczkowe
- {\displaystyle {\tfrac {{\text{d}}^{2}f}{{\text{d}}x^{2}}}+(1-2k^{2})f+2k^{2}f^{3}=0}
- {\displaystyle \left({\tfrac {{\text{d}}f}{{\text{d}}x}}\right)^{2}=(1-f^{2})(1-k^{2}+k^{2}f^{2})}

(c) Funkcja {\displaystyle {\text{dn}}(x,k)} spełnia nieliniowe równania różniczkowe
- {\displaystyle {\tfrac {{\text{d}}^{2}f}{{\text{d}}x^{2}}}-(2-k^{2})f+2f^{3}=0}
- {\displaystyle \left({\tfrac {{\text{d}}f}{{\text{d}}x}}\right)^{2}=(f^{2}-1)(1-k^{2}-f^{2})}

## Rozwinięcia w szereg Taylora
Funkcje eliptyczne Jacobiego można rozwinąć w szereg następująco
{\displaystyle {\mbox{sn}}(k,u)=u-(1+k^{2}){\frac {u^{3}}{3!}}+(1+14k^{2}+k^{4}){\frac {u^{5}}{5!}}-(1+135k^{2}+135k^{4}+k^{6}){\frac {u^{7}}{7!}}+\dots }
{\displaystyle {\mbox{cn}}(k,u)=1-{\frac {u^{2}}{2!}}+(1+4k^{2}){\frac {u^{4}}{4!}}-(1+44k^{2}+16k^{4}){\frac {u^{6}}{6!}}+\dots }
{\displaystyle {\mbox{dn}}(k,u)=1-k^{2}{\frac {u^{2}}{2!}}+k^{2}(4+k^{2}){\frac {u^{4}}{4!}}-k^{2}(16+44k^{2}+k^{4}){\frac {u^{6}}{6!}}+\dots }

## Funkcje pochodzące od funkcji eliptycznych Jakobiego
Df. Definiuje się 3 funkcje utworzone z odwrotności funkcji Jakobiego:
{\displaystyle {\begin{aligned}\operatorname {ns} (u)&=1/{\operatorname {sn} (u)}\\[8pt]\operatorname {nc} (u)&=1/{\operatorname {cn} (u)}\\[8pt]\operatorname {nd} (u)&=1/{\operatorname {dn} (u)}\end{aligned}}}
Df. Definiuje się 6 funkcji utworzonych z ilorazów funkcji Jakobiego:
{\displaystyle {\begin{aligned}\operatorname {sc} (u)&={\operatorname {sn} (u)}/{\operatorname {cn} (u)}\\[8pt]\operatorname {sd} (u)&={\operatorname {sn} (u)}/{\operatorname {dn} (u)}\\[8pt]\operatorname {dc} (u)&={\operatorname {dn} (u)}/{\operatorname {cn} (u)}\\[8pt]\operatorname {ds} (u)&={\operatorname {dn} (u)}/{\operatorname {sn} (u)}\\[8pt]\operatorname {cs} (u)&={\operatorname {cn} (u)}/{\operatorname {sn} (u)}\\[8pt]\operatorname {cd} (u)&={\operatorname {cn} (u)}/{\operatorname {dn} (u)}\end{aligned}}}
Definicje powyższe funkcji są analogiczne do definicji funkcji trygonometrycznych {\displaystyle {\text{tg}}(x),{\text{ctg}}(x)} itd.; np. {\displaystyle {\text{tg}}(x)={\tfrac {\sin(x)}{\cos(x)}}.}

## Funkcje eliptyczne Jacobiego w dziedzinie zespolonej
Funkcję amplitudy Jakobiego i funkcje eliptyczne Jacobiego definiuje się w ogólności na zbiorze liczb zespolonych. 
Tw. Funkcje eliptyczne Jakobiego są funkcjami analitycznymi.

## Twierdzenia nt. okresowości funkcji sn, cn, dn
Tw. Niech
{\displaystyle K'=K(1-k^{2})}
gdzie {\displaystyle K\equiv K(k)=F({\tfrac {\pi }{2}},k)} - całka eliptyczna zupełna pierwszego rodzaju (zależy od modułu k). Okresy funkcji eliptycznych wynoszą:
- dla {\displaystyle \operatorname {sn} (x,k^{2}):} {\displaystyle 4K} oraz {\displaystyle 2iK'}
- dla {\displaystyle \operatorname {cn} (x,k^{2}):} {\displaystyle 4K} oraz {\displaystyle 2K+2iK'}
- dla {\displaystyle \operatorname {dn} (x,k^{2}):} {\displaystyle 2K} oraz {\displaystyle 4iK'}

przy czym pierwsza liczba dotyczy okresu funkcji wzdłuż osi liczb rzeczywistych, a druga wzdłuż osi liczb urojonych.